# Eduard von Böhm-Ermolli
Eduard Freiherr (Barón) von Böhm-Ermolli (12 de febrero de 1856-9 de diciembre de 1941) fue un oficial austríaco de origen italiano que participó en la Primera Guerra Mundial y alcanzó el rango de mariscal de campo en el Ejército austrohúngaro.
Al iniciarse la Primera Guerra Mundial, se le dio el mando del II ejército austríaco y pasó al frente serbio. Después se trasladó a Rusia con sus tropas para reforzar al ejército de Austria. Fue condecorado con la Medalla al Mérito Militar.
Böhm-Ermolli fue ascendido a coronel general en mayo de 1916 y más tarde a feldmarschall en 1918. En marzo de 1918, su destacamento ocupó Ucrania y luego fue disuelto en Odesa al finalizar la guerra. 
Se estableció en Checoslovaquia después de la contienda, recibiendo una pensión y honores como general de primer grado en la reserva. En 1928 fue nombrado general del ejército de ese país.
Cuando Alemania se anexionó la región de los Sudetes, Böhm-Ermolli recibió el ascenso a generalfeldmarschall de la Wehrmacht. Fue sepultado en Viena.
- Datos: Q155457
- Multimedia: Eduard von Böhm-Ermolli / Q155457